# Транспорт в Николаеве
В Николаеве функционирует автобусный, троллейбусный, трамвайный виды транспорта, маршрутные такси. Главной магистралью города является Центральный проспект. Николаев соединен железной дорогой, автобусными маршрутами, морским транспортом и аэропортом со многими городами, портами и странами мира.

## Международные и национальные автомобильные пути
- Через Николаев пролегает Евроазиатский транспортный коридор: Одесса — Николаев — Херсон — Джанкой — Керчь.
- Через Николаев также пролегает коридор ЧЭС (Черноморского экономического сотрудничества): Рени — Измаил — Одесса — Николаев — Херсон — Мелитополь — Бердянск — Мариуполь — Новоазовск.
- Николаев связан автодорогой Р-06 (Благовещенское — Николаев) с автомагистралью М-05 (Одесса — Киев), которая, в свою очередь, связана с автодорогой М-12 в районе города Умань, имеющей выход на трассу Люблин — Варшава — Гданьск (Польша). Протяженность пути Гданьск — Николаев составляет 1530 километров.
- Через Николаев проходит автодорога М-14 (Одесса — Новоазовск), имеющая выход на автомагистраль М-18 (Ялта — Симферополь — Харьков).
- Также от Николаева начинаются автодороги Н-11 (Днепр — Кривой Рог — Николаев) и Н-14 (Александровка — Кропивницкий — Николаев)

В Николаеве действует междугородний автовокзал (Богоявленский проспект, 21)

## Железнодорожный транспорт
В состав железнодорожного транспорта входят локомотивное и вагонное депо, железнодорожные станции Николаев-Пассажирский, Николаев-Грузовой, Жовтневая, Кульбакино, Прибужская, Гороховка, парк-станции «Николаев-рудный» и «Морской порт», а также Ольшанское межотраслевое предприятие промышленного железнодорожного транспорта.

## Водный транспорт
Водный транспорт представлен тремя морскими портами и одним речным, а также рядом частных терминалов. Акватории портов соединяется с морем через Днепро-Бугско-лиманский канал. Канал начинается у острова Березань и тянется на 44 мили до порта Николаев. Канал состоит из 13 колен, 6 из них проходят по Днепровскому лиману, а остальные — по реке Южный Буг. Ширина канала 100 метров, глубина — 10,5 метров.
- Николаевский морской торговый порт
- Специализированный морской порт «Ольвия»
- Днепро-Бугский морской торговый порт
- Николаевский речной порт

## Авиационный транспорт
Представлен двумя аэропортами и базирующимися на них аэрокомпаниями.
- Коммунальное предприятие «Международный аэропорт „Николаев“» — входит в число самых крупных и наиболее технически оборудованных аэропортов юга Украины.
- Аэродром «Кульбакино» — аэродром I класса.

## Городской электротранспорт

### Трамвай
Длина трамвайных линий составляет 73 километра. С 1897 по 1925 года николаевский трамвай работал на конной тяге. С 1915 также было организовано движение трамвая на электрической тяге, которое действует и до сих пор. Изначально колея составляла 1000 мм, а в 1952—1972 была переделана под стандартную.

### Троллейбус
Длина троллейбусных линий составляет 59 километров. Николаевский троллейбус действует с 29 октября 1967.

### Городские автобусы (ходили с интервалом не чаще 30-60 минут. закрыты в конце 90-х)
- маршруты
  - 1А — Гостиница Украина — Пр. Ленина — Карпенко — 60-летия СССР — Бутому — Индустриальная — Речной порт
  - 2 — Центральный рынок — Пр. Ленина — Московская — Чигрина — Корабелов — Индустриальная — Крылова — Киевская — массив Лески
  - 3 — Вокзал Николаев грузовой — Пушкинская — Фалеевская — Розы Люксембург — Большая Морская — Одесское шоссе — Варваровка
  - 3А — Вокзал Николаев грузовой — Пушкинская — Фалеевская — Розы Люксембург — Большая Морская — Одесское шоссе — турбаза
  - 4 — Вокзал Николаев грузовой — Пушкинская — Пр. Героев Сталинграда — Ульяновых — Софиевская — Кировоградская — Терновка трансаммиак
  - 5 (редко) — Завод 61 Коммунара — Адмиральская — Пушкинская — Пр. Героев Сталинграда — Сельхозтехника
  - 6 (крайне редко) — Центральный рынок — пос. Темвод
  - 7 — Центральный рынок — Пр. Ленина — Круговая — Кирова — Куйбышева — Казарского — Старый Водопой
  - 8 экспресс (редко) — Аэропорт — Киевское шоссе — Пр. Героев Сталинграда — Пушкинская (обратно Лягина) — Пр. Ленина — Агентство Аэрофлота
  - 9 — Авангардная — Железнодорожная — Космонавтов — Кирова — Куйбышева — Казарского
  - 10 — Центральный рынок — Пр. Ленина — Пр. Октябрьский — 295-й Стрелковой Дивизии — Кульбакино
  - 11 — Вокзал Николаев грузовой — Пушкинская — Наваринская — Адмиральская — 68 Десантников — Володарского — 9-я Военная — Привольная — Ракетное Урочище
  - 12 — Автовокзал — Пр. Октябрьский — Пр. Корабелов — Завод Океан
  - 12 экспресс — Центральный рынок — Чигрина — Пр. Октябрьский — Пр. Корабелов — Завод Океан
  - 13 — Жукова — Пр. Октябрьский — Пр. Корабелов — Завод Океан
  - 14 — Пивзавод Янтарь — Янтарная — Пр. Октябрьский — Пр. Корабелов — Завод Океан
  - 15 — Пр. Мира — Космонавтов — Пр. Октябрьский — Прибугская — Оранжерейная — Широкая Балка
  - 16 — Центральный рынок — Пр. Ленина — Комсомольская — Петровского — 2-я Набережная — Аляудэ
  - 17 — Балабановка — Артема — Пр. Октябрьский — Пр. Корабелов — Завод Океан
  - 18 — Гагарина — Степная — Новостройная — Пр. Октябрьский — Пр. Корабелов — Айвазовского
  - 19 (крайне редко) — Вокзал Николаев грузовой — Фрунзе — Розы Люксембург — Большая Морская — Садовая — 68 Десантников — Завод 61 Коммунара
  - 21 (крайне редко) — Космонавтов — Херсонское шоссе — Акима — Володарского
  - 22 (крайне редко) — Вокзал Николаев грузовой — Пушкинская — Пр. Героев Сталинграда — Сельхозтехника
  - 23 — Вокзал Николаев грузовой — Пушкинская — Наваринская — Розы Люксембург — Большая Морская — Одесское шоссе — Большая Корениха
  - 24 — Центральный рынок — Пушкинская — Пр. Героев Сталинграда — Силикатная — Матвеевка
  - 27, 27 экспресс — Центральный рынок — Пр. Ленина — Херсонское шоссе — Космонавтов — Кирова

На протяжении последнего времени все чаще на улицах города можно видеть горожан на электросамокатах. Толчком для этого могло послужить то, что в 2021 году в городе появился прокат электросамокатов. И теперь все чаще горожане рассекают по городу на электросамокатах.
В городе есть десятки крупных и мелких магазинчиков электротехники, которые дают возможность приобрести это чудо техники. 
Несмотря на удобства электросамоката, они не несут пользу для здоровья человека, так как минимизируют активность. Другое дело велосипеды. Использование велосипедов в качестве передвижного средства, несет в себе больше пользы для здоровья человека.